# ميكاليس كاكيوزيس
ميكاليس كاكيوزيس (باليونانية: Μιχάλης Κακιούζης)‏ مواليد 29 نوفمبر 1976 في أثينا، هو لاعب كرة سلة يوناني معتزل. بدأ مسيرته الاحترافية في سنة 1992. يبلغ طوله 6 قدم 9.5 بوصة (2.1 م). مثّل منتخب بلاده. شارك في دورة الألعاب الأولمبية الصيفية سنة 2004. حقق المركز الأول في بطولة أمم أوروبا لكرة السلة 2005. اعتزل اللعب في 2016.

## المسيرة الاحترافية
لعب مع إيه إي كي من سنة 1995 إلى 2002، ثم لعب مع منز سانا 1871 باسكت من سنة 2002 إلى 2005، ثم لعب مع برشلونة في الدوري الإسباني من سنة 2005 إلى 2007، ثم لعب مع إشبيلية في موسم 2007–2008، ثم لعب مع أريس في موسم 2009–2010، ثم لعب مع لو مان سارت باسكت في الدوري الفرنسي في موسم 2010–2011، ثم لعب مع جويرينو فانولي باسكت في الدوري الإيطالي في سنة 2011، ثم لعب مع فيرتوس روما في موسم 2011–2012.

## الميداليات
| الميدالية | المسابقة                         |
| --------- | -------------------------------- |
| ذهبية     | بطولة أمم أوروبا لكرة السلة 2005 |
| فضية      | بطولة كأس العالم لكرة السلة 2006 |

## روابط خارجية
- ميكاليس كاكيوزيس على موقع الاتحاد الدولي لكرة السلة (الإنجليزية)
- ميكاليس كاكيوزيس على موقع الدوري الأوروبي لكرة السلة (الإنجليزية)
- ميكاليس كاكيوزيس على موقع الدوري الإسباني لكرة السلة (الإسبانية)
- ميكاليس كاكيوزيس على موقع كرة السلة الأوروبية.كوم (الإنجليزية)
- ميكاليس كاكيوزيس على موقع ريلجم (الإنجليزية)
- ميكاليس كاكيوزيس على موقع بروبوليرز (الإنجليزية)
- ميكاليس كاكيوزيس على موقع سبورتس رفرنس (الإنجليزية)
- ميكاليس كاكيوزيس على موقع أوليمبيديا (الإنجليزية)